# Abraham Neumann

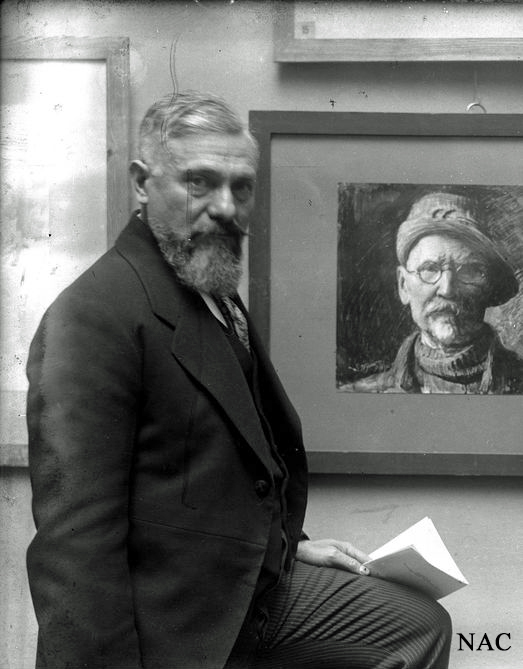
Abraham Neumann, vor 1939

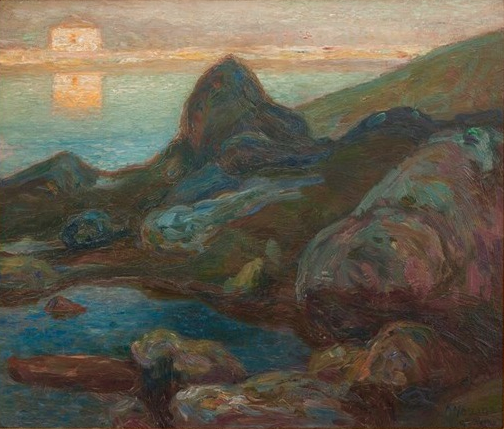
Maison bord de mer, Paris, 1899

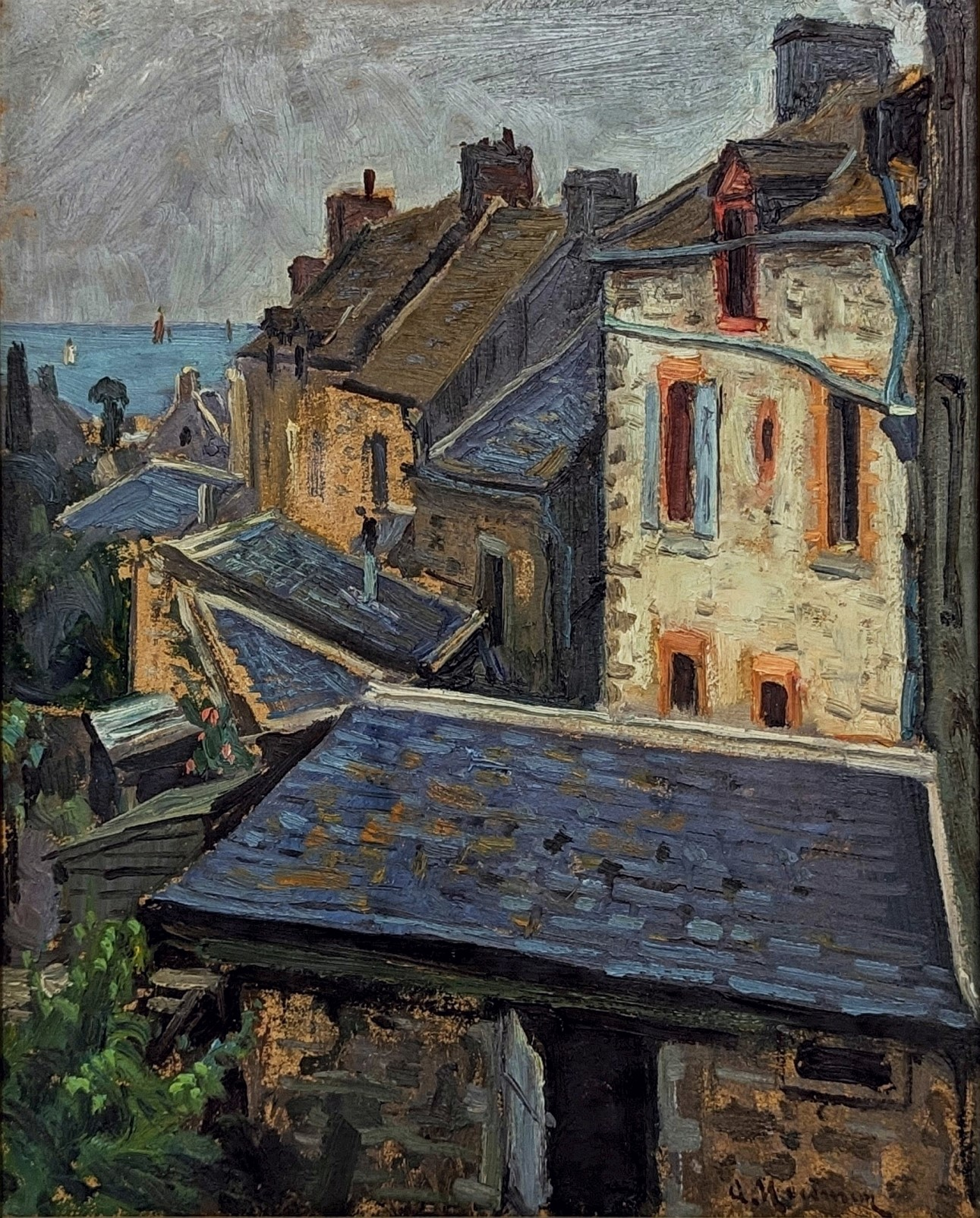
Dächer von Häusern in Saint-Malo, um 1923

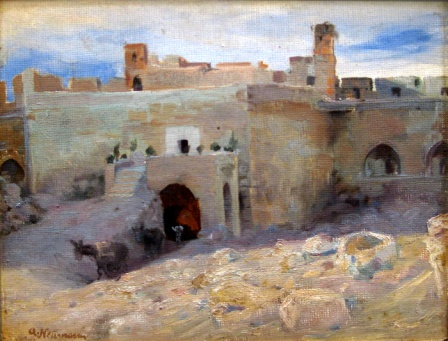
Jerusalem (1923)

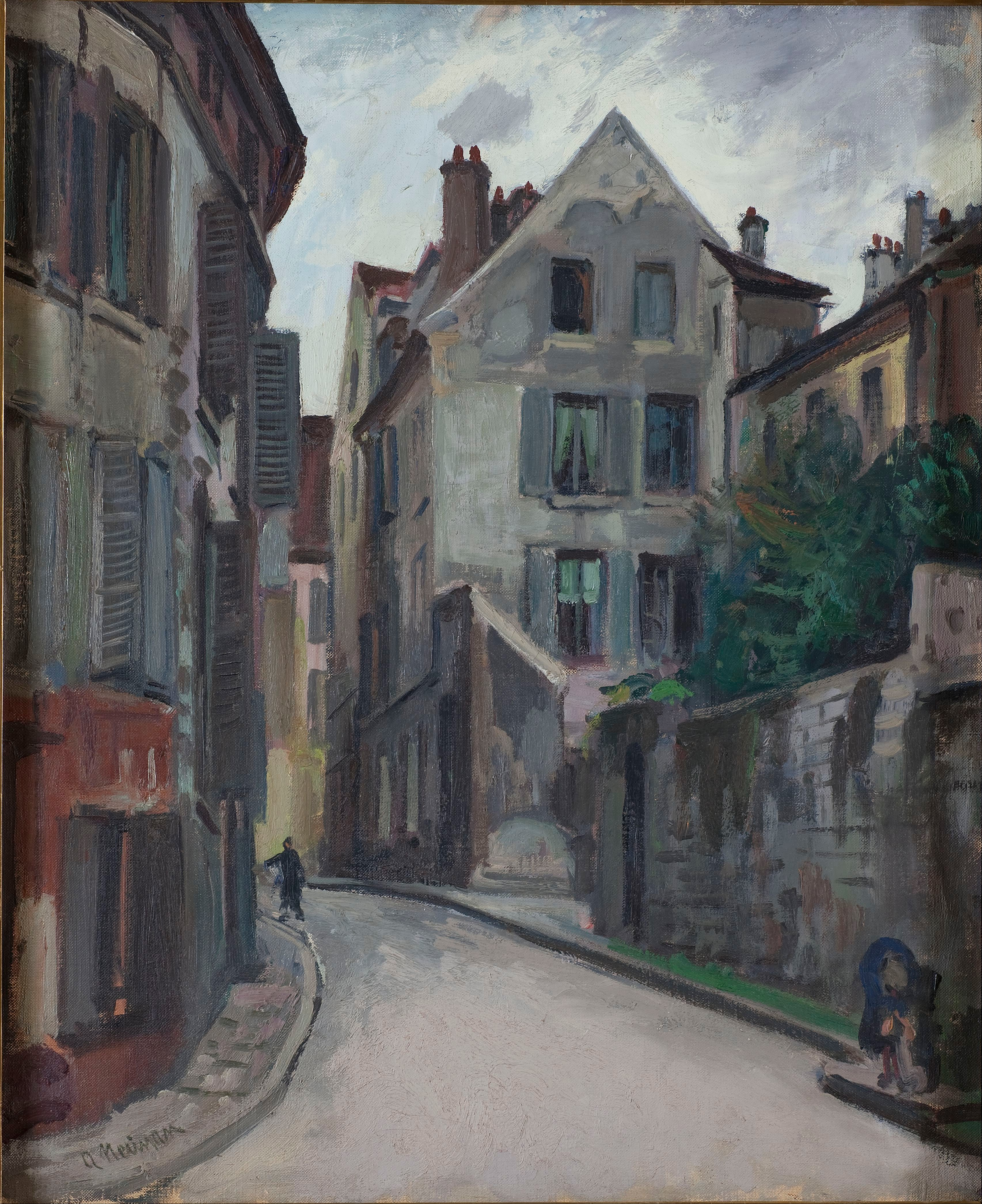
Straße

 Abraham Neumann (geboren 6. Februar 1873 in Sierpc, Russisches Kaiserreich; gestorben 4. Juni 1942 im Ghetto Krakau) war ein polnischer Maler.

## Leben
Abraham Neumann ging mit siebzehn Jahren nach Warschau und arbeitete bei einem Fotografen. Er studierte von 1897 bis 1902 Malerei an der Akademie der Schönen Künste im seinerzeit zu Österreich-Ungarn gehörenden Krakau und hielt sich 1903 an der Académie Julian in Paris auf. Er bereiste Großbritannien, Belgien, die Niederlande und Deutschland, machte eine Reise in die USA und zwei Reisen nach Palästina. Neumann hatte sein Atelier in Zakopane. Er malte vor allem Landschaften, nur wenige Stillleben und Porträts.
Neumann wurde nach der deutschen Besetzung Polens im Ghetto Krakau inhaftiert und wurde 1942 bei einer „Aussiedlungsaktion“ wie sein Künstlerkollege Mordechaj Gebirtig von den Deutschen erschossen.

## Nachleben
Thomas Keneally erwähnt in seinem Roman Schindlers Liste Abraham Neumann als einen häufigen Gast von Tadeusz Pankiewicz.

## Ausstellungen (Auswahl)
Auf der 38. Ausstellung 1911 der Wiener Secession waren folgende Ölgemälde zu sehen.
- Japanisches Stilleben (Abbildung im Katalog)
- Die blaue Vase
- Wintermorgen
- Wintersonne
- Sonnenblumen
- Einsame Kiefer am See
- Im Juni

In den Vereinigten Staaten stellte er 1921 in der New Yorker „Mussmann Gallery“ 20 Pastellbilder mit Landschaften oder Stadtansichten aus. Zu sehen waren unter anderem:
- Später Nachmittag (Late Afternoon)
- Altes Haus in Sandomirz (Old House in Sandomirz)
- Blühende Bäume in Chabowka (Blossoming Trees in Chabowka)
- Ein See in der Hohen Tatra (A Sea in the High Tatra)